# Elecciones provinciales de Misiones de 1991
El resultado estableció que Ramón Puerta fuera electo Gobernador con 52% de los votos, ocho puntos sobre la suma de lemas de la UCR.

## Resultados

### Gobernador y vicegobernador
| Lema                    | Lema                                                          | Sublema                 | Fórmula               | Fórmula               | Sublema               | Sublema               | Lema    | Lema  |
| Lema                    | Lema                                                          | Sublema                 | Gobernador            | Vicegobernador        | Votos                 | %                     | Votos   | %     |
| ----------------------- | ------------------------------------------------------------- | ----------------------- | --------------------- | --------------------- | --------------------- | --------------------- | ------- | ----- |
|                         | Frente Justicialista Popular                                  | Frente para la Victoria | Ramón Puerta          | Miguel Ángel Alterach | 148.644               | 87,15                 | 170.567 | 52,22 |
| Fe y Esperenza          | Frente Justicialista Popular                                  |                         |                       | 16.989                | 9,96                  |                       | 170.567 | 52,22 |
| Participación y Trabajo | Frente Justicialista Popular                                  |                         |                       | 4.934                 | 2,89                  |                       | 170.567 | 52,22 |
|                         | Unión Cívica Radical                                          | Verde                   |                       |                       | 82.373                | 57,28                 | 143.808 | 44,03 |
| Itapúa                  | Unión Cívica Radical                                          | Fernando Llamosas       |                       | 61.435                | 42,72                 |                       | 143.808 | 44,03 |
|                         | Unión del Centro Democrático                                  | Primero la Gente        |                       |                       | —                     | —                     | 9.355   | 2,86  |
|                         | Alianza Solidaria (PDC - PF)                                  | Solidaridad             |                       |                       | —                     | —                     | 1.138   | 0,35  |
|                         | Alianza para el Cambio (PH - PI - PSP - PVEP)                 | —                       |                       |                       | —                     | —                     | 921     | 0,28  |
|                         | Alianza Unidad de los Trabajadores y la Izquierda (PCA - MAS) | —                       |                       |                       | —                     | —                     | 829     | 0,25  |
| Votos positivos         | Votos positivos                                               | Votos positivos         | Votos positivos       | Votos positivos       | Votos positivos       | Votos positivos       | 326.618 | 98,55 |
| Votos en blanco         | Votos en blanco                                               | Votos en blanco         | Votos en blanco       | Votos en blanco       | Votos en blanco       | Votos en blanco       | 6.780   | 2,02  |
| Votos anulados          | Votos anulados                                                | Votos anulados          | Votos anulados        | Votos anulados        | Votos anulados        | Votos anulados        | 1.432   | 0,43  |
| Participación           | Participación                                                 | Participación           | Participación         | Participación         | Participación         | Participación         | 334.830 | 77,70 |
| Electores registrados   | Electores registrados                                         | Electores registrados   | Electores registrados | Electores registrados | Electores registrados | Electores registrados | 430.928 | 100   |
| Fuente:                 |                                                               |                         |                       |                       |                       |                       |         |       |

### Cámara de Representantes
| ← 1989 · Cámara de Representantes · 1993 → | ← 1989 · Cámara de Representantes · 1993 →                    | ← 1989 · Cámara de Representantes · 1993 → | ← 1989 · Cámara de Representantes · 1993 → | ← 1989 · Cámara de Representantes · 1993 → | ← 1989 · Cámara de Representantes · 1993 → | ← 1989 · Cámara de Representantes · 1993 → | ← 1989 · Cámara de Representantes · 1993 → |
| Lema                                       | Lema                                                          | Sublema                                    | Sublema                                    | Sublema                                    | Lema                                       | Lema                                       | Lema                                       |
| Lema                                       | Lema                                                          | Sublema                                    | Votos                                      | %                                          | Votos                                      | %                                          | Bancas                                     |
| ------------------------------------------ | ------------------------------------------------------------- | ------------------------------------------ | ------------------------------------------ | ------------------------------------------ | ------------------------------------------ | ------------------------------------------ | ------------------------------------------ |
|                                            | Frente Justicialista Popular                                  | Frente para la Victoria                    | 142.618                                    | 86,43                                      | 165.001                                    | 51,35                                      | 11/20                                      |
| Fe y Esperenza                             | Frente Justicialista Popular                                  | 17.110                                     | 10,37                                      |                                            | 165.001                                    | 51,35                                      | 11/20                                      |
| Participación y Trabajo                    | Frente Justicialista Popular                                  | 5.273                                      | 3,20                                       |                                            | 165.001                                    | 51,35                                      | 11/20                                      |
|                                            | Unión Cívica Radical                                          | Verde                                      | 82.786                                     | 58,53                                      | 141.432                                    | 44,02                                      | 9/20                                       |
| Itapúa                                     | Unión Cívica Radical                                          | 58.646                                     | 41,47                                      |                                            | 141.432                                    | 44,02                                      | 9/20                                       |
|                                            | Unión del Centro Democrático                                  | Primero la Gente                           | —                                          | —                                          | 11.520                                     | 3,59                                       |                                            |
|                                            | Alianza Solidaria (PDC - PF)                                  | Solidaridad                                | —                                          | —                                          | 1.261                                      | 0,39                                       |                                            |
|                                            | Alianza para el Cambio (PH - PI - PSP - PVEP)                 | —                                          | —                                          | —                                          | 1.215                                      | 0,38                                       |                                            |
|                                            | Alianza Unidad de los Trabajadores y la Izquierda (PCA - MAS) | —                                          | —                                          | —                                          | 890                                        | 0,28                                       |                                            |
| Votos positivos                            | Votos positivos                                               | Votos positivos                            | Votos positivos                            | Votos positivos                            | 321.319                                    | 95,96                                      |                                            |
| Votos en blanco                            | Votos en blanco                                               | Votos en blanco                            | Votos en blanco                            | Votos en blanco                            | 12.168                                     | 3,63                                       |                                            |
| Votos anulados                             | Votos anulados                                                | Votos anulados                             | Votos anulados                             | Votos anulados                             | 1.343                                      | 0,40                                       |                                            |
| Participación                              | Participación                                                 | Participación                              | Participación                              | Participación                              | 334.830                                    | 77,70                                      |                                            |
| Electores registrados                      | Electores registrados                                         | Electores registrados                      | Electores registrados                      | Electores registrados                      | 430.928                                    | 100                                        |                                            |
| Fuente:                                    |                                                               |                                            |                                            |                                            |                                            |                                            |                                            |